# شزندرة لحمية
شزندرة لحمية (الاسم العلمي:Schisandra incarnata) هي نوع نباتي يتبع جنس الشزندرة من فصيلة الشزندرية.